# Tropidion tymauna
Tropidion tymauna là một loài bọ cánh cứng trong họ Cerambycidae.